# Mala Braina
Mala Braina (en serbe cyrillique : Мала Браина) est un village de Serbie situé dans la municipalité de Medveđa, district de Jablanica. Au recensement de 2011, il comptait 5 habitants.

## Démographie
| 1948 | 1953 | 1961 | 1971 | 1981 | 1991 | 2002 | 2011 |
| ---- | ---- | ---- | ---- | ---- | ---- | ---- | ---- |
| 109  | 115  | 110  | 79   | 52   | 34   | 13   | 5    |

|  |